# جبر جابجایی

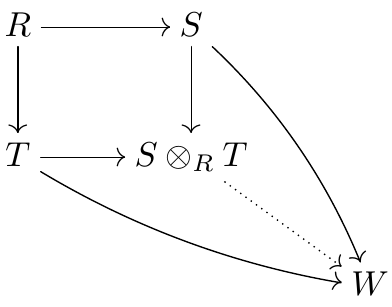
جبر جابجایی

جبر جابجایی (به انگلیسی: Commutative algebra) شاخه‌ای از جبر مجرد است که دربارهٔ حلقه‌های جابه‌جایی و ایده‌آل‌های آنها و مدول‌ها بر روی چنین حلقه‌هایی بحث می‌کند. دو مبحث هندسه جبری و «نظریه اعداد جبری» به‌وسیلهٔ جبر جابجایی ساخته شده است. برجسته‌ترین حلقه‌های از حلقه‌های جابجایی حلقه چندجمله ایست.
بحث بر روی حلقه‌هایی که لازم نیست جابجایی باشد را جبر ناجابجایی می‌نامند.
این روش به صورتی منتقل به یک جبری دیگر می‌شود و به وسیله یک بردار منتقل می‌شود. این جبر به صورت مختصاتی نوشته می‌شود. در این روش مختصات جبری را K,H,G,Qو… به صورت حروف بزرگ نام گذاری می‌شود و بردار انتقال را به a.s.g.t.i.o.pو… به صورت حرف کوچک نام گذاری می‌کنیم. این مبحث در ضرب بردارها و جمع بردارها کاربرد دارد.
به صورت دو بعدی(y,x)
به صورت سه بعدی(z,y,x)

## مثال
مثال:یک عبارت جبری به نام X به می‌خواهیم به عبارت جبری Y به صورت بردار a منتقل می‌کنیم و بعد Y را به S با بردار c  منتقل می‌کنیم. (a=(۳٬۴ و (c=(۴٬۵ است
با چه برداری X را می‌توان به S منتقل کنیم؟
حل:در این روش بردار a وc را باهم جمع می‌کنیم که می‌شود که برابر با(۷٬۹)است.

## تاریخ
موضوع جبر جابجایی که در ابتدا به عنوان نظریه ایده‌آل‌ها شناخته می‌شد، با کار ریچارد ددکیند بر روی ایده‌آل‌ها آغاز گشت که خود بر اساس کارهای ارنست کومر و لئوپولد کرونکر بنا نهاده شده بود. بعدها دیوید هیلبرت عبارت حلقه را معرفی کرد تا عبارت حلقه اعداد را که پیش از آن وجود داشت عمومی سازی کند. هیلبرت رهیافت مجرد تری را انتخاب نمود تا جایگزینی روش‌های محاسبه محور و ملموس گردد. این روش‌های ملموس و محاسبه محور ریشه در آنالیز مختلط و نظریهٔ پایا داشت. در عوض هیلبرت به شدت امی نوتر را تحت تأثیر قرار داد، به طوری که امی نوتر نیز بسیاری از نتایج قبلی را در قالب شرط زنجیر صعودی بازگو کرد و امروزه این شرط به نام شرط نوتری شناخته می‌شود. یک مرحله مهم دیگر کار دانشجوی هیلبرت به نام امانوئل لاسکر بود، که ایده‌آل‌های اول را معرفی کرده و اولین نسخهٔ قضیهٔ لاسکر-نوتر را اثبات کرد.
شخصیت اصلی که موجب تولد جبر جابجایی به عنوان یک شاخه اصلی گشت ولفگانگ کرول بود که مفاهیم پایه ای موضعی سازی و تکمیل یک حلقه و همچنین حلقه‌های موضعی منظم را معرفی نمود. او مفهوم بعد کرول یک حلقه را قبل از این که آن را برای حلقه‌های ارزیافت و حلقه‌های کرول گسترش دهد، این مفهوم را برای حلقه‌های نوتری بنا نهاد. تا به امروز، قضیه ایده‌آل اصلی کرول به‌طور گسترده به عنوان تک مهم‌ترین قضیهٔ جبر جابجایی شناخته می‌شود. این نتایج راه را برای معرفی جبر جابجایی به هندسه جبری هموار نمود، ایده ای که هندسه جبری را منقلب کرد.
اکثر توسعه‌های جبر جابجایی در عصر مدرن مربوط به مدول هاست. هم ایده‌آل‌های یک حلقه R و هم R-جبرها حالات خاصی از R-مدول‌ها می‌باشند، لذا نظریه مدول‌ها هردو نظریهٔ (نظریه ایده‌آل‌ها و گسترش حلقه‌ها) را در بر می‌گیرد. گرچه که این روند در کارهای کرونکر آغاز گشت، رهیافت مدرن به جبر جابجایی از نظریه مدول‌ها را اغلب به کرول و نوتر نسبت می‌دهند.